# Michele Cevoli
Michele Cevoli (sinh ngày 28 tháng 7 năm 1998) là một cầu thủ bóng đá người San Marino hiện đang thi đấu ở vị trí hậu vệ cho câu lạc bộ A.C. Juvenes/Dogana.

## Sự nghiệp thi đấu

### Quốc tế
Anh ta ra mắt cho U-21 San Marino vào ngày 1 tháng 9 năm 2016 trong trận thua 0-6 thuộc khuôn khổ Vòng loại giải vô địch bóng đá U‑21 châu Âu 2017 gặp Tây Ban Nha.
Trong trận thua 9–0 trước Nga thuộc khuôn khổ Vòng loại giải vô địch bóng đá châu Âu 2020 vào ngày 8 tháng 6 năm, Cevoli đã có 1 pha đốt lưới nhà trong hiệp một.

### Câu lạc bộ
Cevoli quay trở lại câu lạc bộ Cattolica trước mùa giải 2019–20, nhưng chuyển tới S.S. Pennarossa vào tháng 1 năm 2020.